# IG Metall

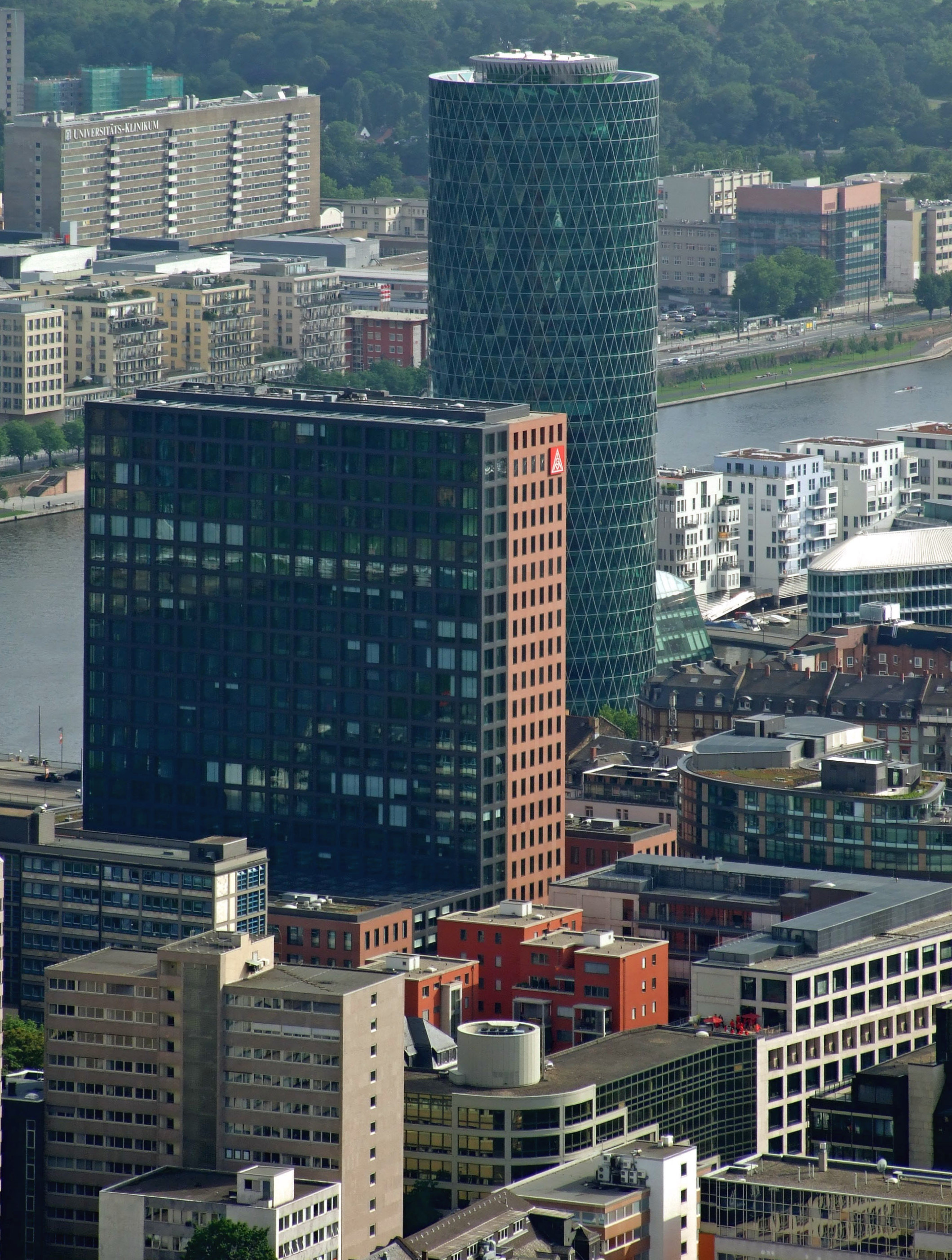
Verwaltungsgebäude der IG Metall in Frankfurt am Main

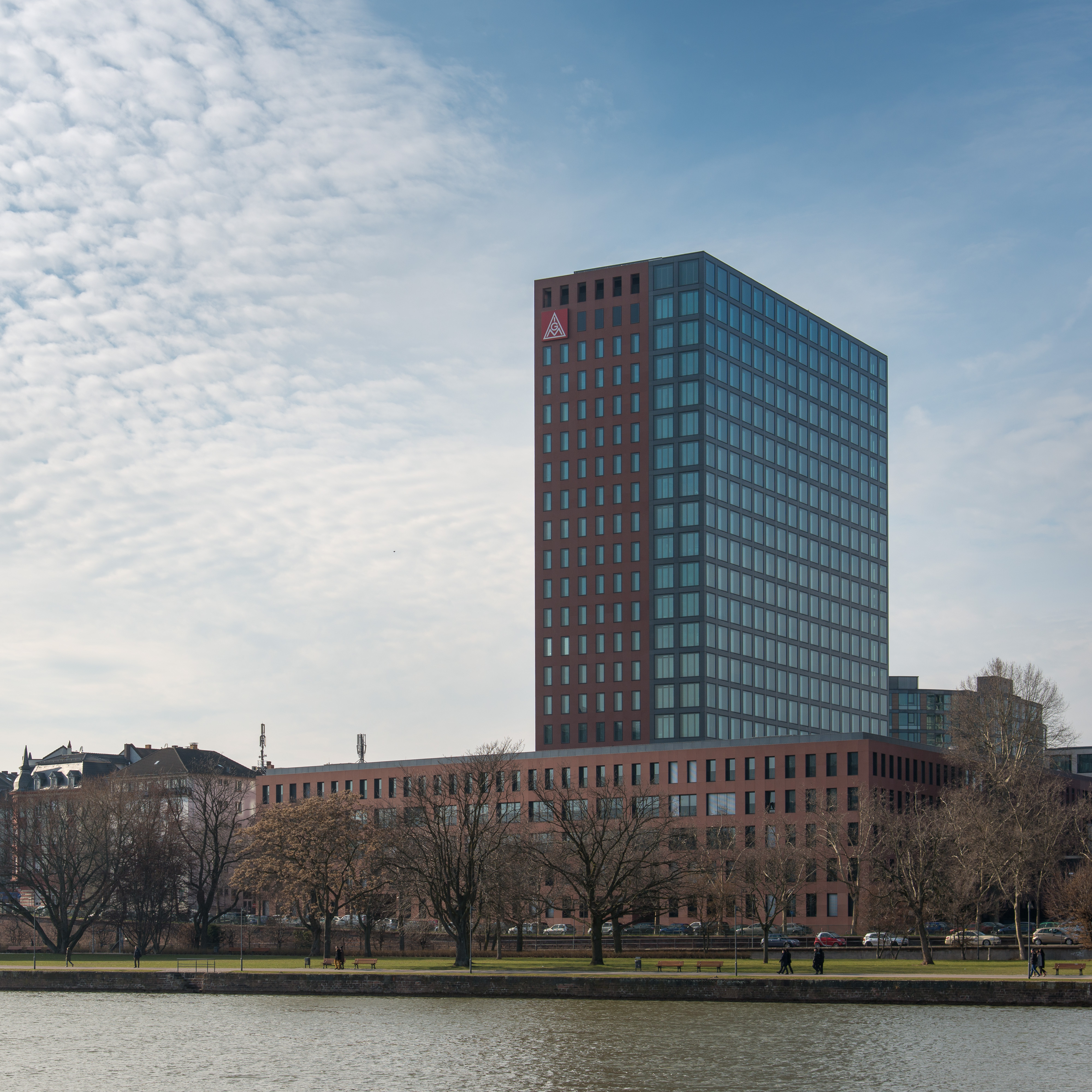
Verwaltung von der Mainseite aus

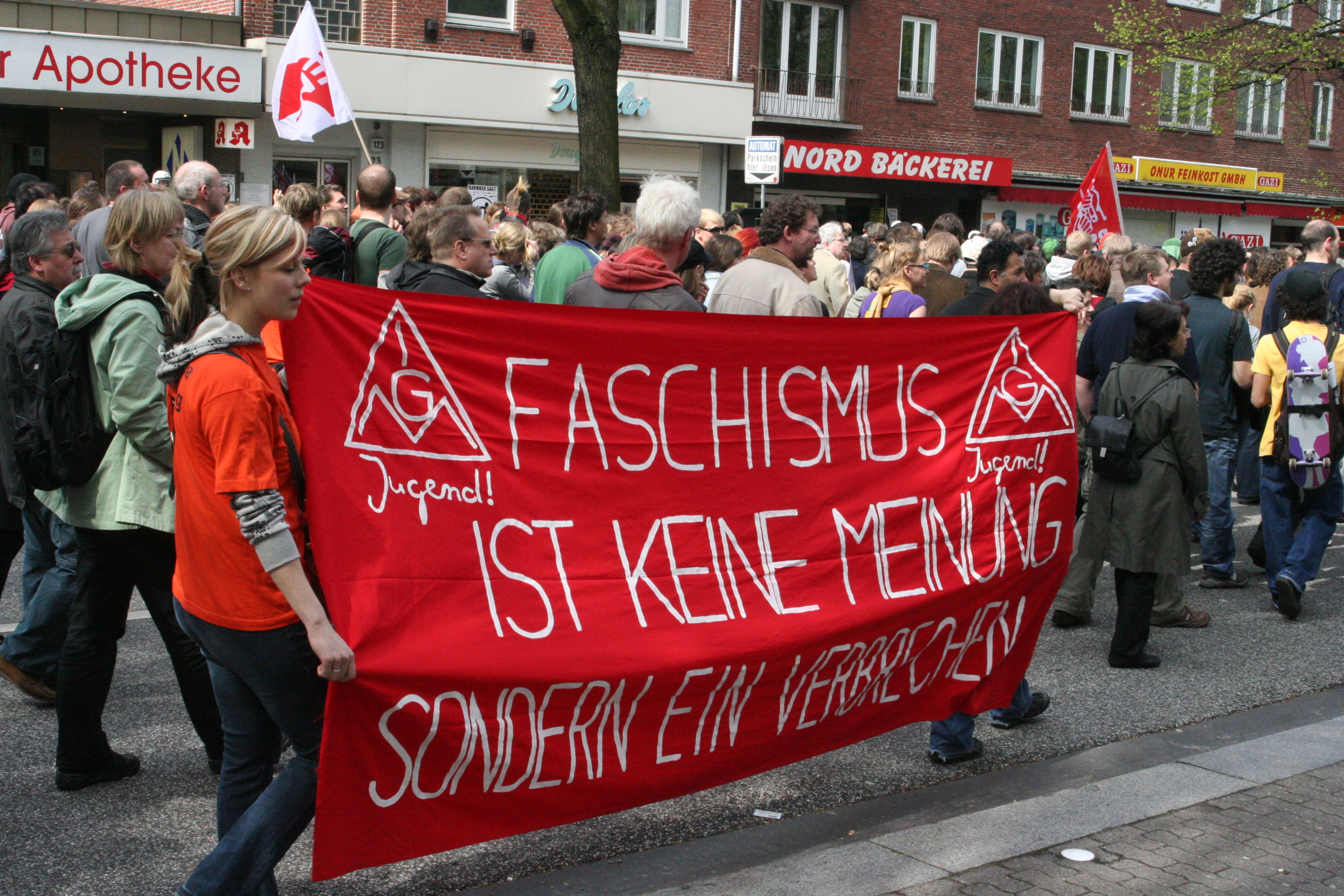
IG Metall Jugend bei der 1.-Mai-Demonstration gegen den NPD-Aufmarsch in Hamburg 2008

Die Industriegewerkschaft Metall (IG Metall, IGM) ist mit 2,3 Millionen Mitgliedern vor der Verdi die größte Einzelgewerkschaft in der Bundesrepublik Deutschland und ebenfalls die weltweit größte organisierte Arbeitnehmervertretung. Nachdem in den 1990er und 2000er Jahren die Mitgliederzahlen rückläufig waren (1990 gehörten der IG Metall noch 2,679 Millionen Mitglieder an), steigen sie seit 2011 wieder leicht an. Rund 500.000 Mitglieder sind Senioren.
Die IG Metall hat ihren Sitz im Main Forum in Frankfurt am Main und vertritt die in ihr organisierten Arbeitnehmer der Branchen Metall/Elektro, Stahl, Textil/Bekleidung, Holz/Kunststoff und Informations- und Kommunikationstechnologiebranche. Die Bereiche Textil/Bekleidung und Holz/Kunststoff vertritt sie erst seit 1998 beziehungsweise 2000, als die Gewerkschaft Textil-Bekleidung (GTB) und die Gewerkschaft Holz und Kunststoff (GHK) der IG Metall beitraten.
Größte Geschäftsstelle der IG Metall ist Wolfsburg. Am Konzernsitz der Volkswagen AG überschritt die Zahl der Mitglieder entgegen dem Bundestrend Ende 2009 erstmals die Marke von 72.000, 2012 80.000 Mitglieder, 2016 90.000.
Die IG Metall ist Mitglied im Deutschen Gewerkschaftsbund (DGB), in der globalen Gewerkschaftsföderation IndustriALL und deren europäischen Dachverband IndustriALL Europe, der Bau- und Holzarbeiter Internationale (BHI) und in der Europäischen Föderation der Bau- und Holzarbeiter.
Die IG Metall repräsentiert vornehmlich die Arbeitnehmer im Leitsektor der deutschen Volkswirtschaft, der Metall- und Elektroindustrie, die mit 3,64 Millionen Arbeitnehmern den bedeutendsten Industriesektor darstellt, aus der ca. 60 % aller Exporte der deutschen Wirtschaft stammen (2011).
Ihre sozial- und tarifpolitischen Initiativen prägten die deutsche Sozialverfassung, so die Durchsetzung der Lohnfortzahlung im Krankheitsfall durch einen dreimonatigen Arbeitskampf in Schleswig-Holstein, die Arbeitskämpfe zur Durchsetzung der 40-Stunden-Woche unter dem Motto „Samstags gehört Vati mir“ in den 1960er Jahren, des sechswöchigen Jahresurlaubes (Streik in der Stahlindustrie 1978/79) und der 35-Stunden-Woche in den 1980er Jahren.
Zahlreiche IG-Metall-Führungspersonen sind neben ihrer Tätigkeit in der Gewerkschaft auch in Aufsichtsräten großer Konzerne tätig. Ihre Aufsichtsratsbezüge führen sie größtenteils an die Hans-Böckler-Stiftung ab.
Die IG Metall ist in sieben Bezirke untergliedert: Küste, Baden-Württemberg, Bayern, Berlin-Brandenburg-Sachsen, Mitte (ehemals Bezirk Frankfurt; umfasst die Länder Hessen, Rheinland-Pfalz, Saarland und Thüringen), Niedersachsen-Sachsen-Anhalt sowie Nordrhein-Westfalen. In den sieben Bezirken existieren 148 regionale Geschäftsstellen.
Die IG Metall unterhält mehrere zentrale Bildungsstätten, darunter das IG Metall-Bildungszentrum Sprockhövel, das Bildungszentrum Beverungen, das Bildungszentrum Lohr-Bad Orb, das IG Metall-Bildungszentrum Berlin (Pichelssee), sowie die Kritische Akademie in Inzell.

## Geschichte
Schon vor 1878 wurden in Deutschland die ersten Arbeitervereine gegründet, was Otto von Bismarck bis in die 1890er Jahre mittels der Sozialistengesetze zu unterbinden versuchte. Nach ihrer Aufhebung 1890 wurde die Generalkommission der Gewerkschaften Deutschlands gegründet und ein Jahr später der Deutsche Metallarbeiter-Verband (DMV), die wichtigste Vorläuferorganisation der IG Metall. Der DMV entwickelte sich schnell zur größten deutschen Einzelgewerkschaft im Kaiserreich und in der Weimarer Republik. Schon 1892 fand der erste Kongress der Gewerkschaften Deutschlands statt. Bis zum Beginn des Ersten Weltkrieges 1914 kam es immer wieder zu großen Berg-, Metall- und Werftarbeiterstreiks. Nach Kriegsende wurde 1919 der Allgemeine Deutsche Gewerkschaftsbund gegründet und die Koalitionsfreiheit in der Weimarer Verfassung verankert. Im selben Jahr wurden Tarifverträge erstmals rechtsverbindlich. In den folgenden Jahren stärkten verschiedene Gesetze wie das Betriebsrätegesetz von 1920 oder das Gesetz über die Arbeitslosenversicherung von 1927 die Rolle der Gewerkschaften und damit auch des DMV.
1928 ließ der DMV ein Stammhaus an der Kreuzberger Lindenstraße in Berlin durch den bekannten Architekten Erich Mendelsohn errichten. Die Gewerkschaft wurde 1933 von den Nationalsozialisten zerschlagen, die alle freien Gewerkschaften verboten. In den Folgejahren bis 1945 litten viele ehemalige Gewerkschaftsmitglieder unter Repressionen bis zur Hinrichtung.
In den Nachkriegsjahren wurden in Westdeutschland viele Gewerkschaften nach dem Prinzip der Einheitsgewerkschaft neugegründet, die IG Metall 1949. Im gleichen Jahr fand auch der Gründungskongress des DGB statt und das Tarifvertragsgesetz wurde verabschiedet. Wie zuvor in der Verfassung der Weimarer Republik wurde die Koalitionsfreiheit auch im neu geschaffenen Grundgesetz für die Bundesrepublik Deutschland verankert.
1951 wurde das Mitbestimmungsgesetz, 1952 das Betriebsverfassungsgesetz erlassen. Erstmals gab es 1954 eine tarifliche Sonderzahlung (Weihnachtsgeld). Im Jahr 1956/57 wurde von der IG Metall in Schleswig-Holstein ein Streik um die Lohnfortzahlung im Krankheitsfall geführt, der bisher längste Streik in der Geschichte der Bundesrepublik. Am Verhandlungsergebnis orientierte sich der Bundesgesetzgeber wenige Monate später. 1962 konnte zum ersten Mal tarifliches Urlaubsgeld vereinbart werden. In Baden-Württemberg wurden 1963 mit dem größten Streik von 350.000 Gewerkschaftern 5 % mehr Lohn und die Herabsetzung der wöchentlichen Arbeitszeit auf 41 ¼ Stunden erreicht. In der Metallindustrie wurde 1967 (zwei Jahre nach der Druckindustrie) die 40-Stunden-Woche eingeführt. 1970 wurde das Gesetz für die Lohnfortzahlung im Krankheitsfall erlassen.
Das Vermögen der IG Metall betrug 1972 nach Angaben des ehemaligen DGB-Bundesvorstandsmitglieds Kurt Hirche rund 631 Millionen DM.
Das Betriebsverfassungsgesetz wurde 1972 novelliert. Die Steinkühlerpause von fünf Minuten pro Stunde wurde 1973 für Fließbandarbeiter im Tarifgebiet Baden-Württemberg eingeführt und zum Teil in anderen Gebieten übernommen. Ab 1975 rückte der Rationalisierungs- und der Einkommensschutz in den Mittelpunkt. In der Stahlindustrie gab es 1978 Streik um die 35-Stunden-Woche. In der Metallindustrie wurde 1984 gestreikt. Die 35-Stunden-Woche wurde aber (noch) nicht durchgesetzt. In Stufen wurde 1990 westdeutsche tarifliche Strukturen auf Ostdeutschland übertragen.
Die ost- und westdeutschen Gewerkschaften wurden 1991 vereint. In den Jahren 1998 und 1999 erweiterte die IGM ihren Organisationsbereich in die Holz- und Textilbranche, als die dort aktiven und infolge des Strukturwandels stark geschrumpften Industriegewerkschaften beider Bereiche der IGM beitraten. Die 35-Stunden-Woche wurde in der Metallindustrie 1995 durchgesetzt. In der Wirtschaftskrise nach der Wiedervereinigung gab es den ersten Versuch eines Bündnisses für Arbeit. Es war einer von vielen Anläufen seit der Konzertierten Aktion von 1967–77 auch auf Bundesebene eine sozialpartnerschaftliche Industriepolitik unter Beteiligung von Gewerkschaften, Unternehmen und Staat durchzuführen (Tripartismus). Andere Beispiele sind etwa die Bewältigung der Finanzkrise ab 2008 durch die von der IGM vorgeschlagene Abwrackprämie oder die Rückkehr keynesianischer Wirtschaftsförderung in der Corona-Krise ab 2020, diesmal mit Kaufprämien für Elektroautos. Die Anläufe für eine solche Politik blieben jedoch auf Krisenzeiten begrenzt. Eine dauerhafte Institutionalisierung von Sozialpartnerschaft, auch Korporatismus genannt, ist in Deutschland eher auf Unternehmensebene anzutreffen - in Betriebsräten oder der Mitbestimmung der Arbeitenden in den Aufsichtsräten. Die volle Entgeltfortzahlung im Krankheitsfall wird gesichert. Das Betriebsverfassungsgesetz wurde 2001 reformiert. Mit Abschluss der Tarifverhandlungen wurden 2002 auch das Entgelt-Rahmenabkommen (ERA) abgeschlossen. In Ostdeutschland scheiterten Streiks zur Einführung der 35-Stunden-Woche größtenteils, es kam zu einer Führungskrise in der IG Metall. Nach langen Auseinandersetzungen wurden für die beiden Siemens-Werke Kamp-Lintfort und Bocholt zum ersten Mal eine Rückkehr von der 35- zur 40-Stunden-Woche beschlossen. 2011 unterstützte die IG-Metall die Energiewende.
In den nächsten Jahren bis 2020 strebt die IG Metall nicht mehr Vereinbarungen über eine kollektive Verringerung der Arbeitszeit wie in den 1980er Jahren an; stattdessen sollen individuell zugeschnittene Arbeitszeitmodelle mit Optionen für eine Absenkung der Arbeitszeit für Pflege und Betreuungsaufgaben, Qualifikation und flexible Altersübergänge ausgehandelt werden.
Die Beitragseinnahmen der IG Metall 2021 betrugen 627 Millionen Euro. Im Jahr 2016 stieg die Mitgliederzahl zum sechsten Mal hintereinander, wenn auch nur um 230.

## Ziele
Als Ziele der IG Metall bestimmt ihre Satzung insbesondere:
- 2. Erzielung günstiger Lohn-, Gehalts- und Arbeitsbedingungen durch den Abschluss von Tarifverträgen;
- 3. Demokratisierung der Wirtschaft unter Fernhaltung von neofaschistischen, militaristischen und reaktionären Elementen;
- 4. Erringung und Sicherung des Mitbestimmungsrechtes der Arbeitnehmer und Arbeitnehmerinnen im Betrieb und Unternehmen und im gesamtwirtschaftlichen Bereich durch Errichtung von Wirtschafts- und Sozialräten; Überführung von Schlüsselindustrien und anderen markt- und wirtschaftsbeherrschenden Unternehmungen in Gemeineigentum;
- 5. Mitbestimmung in der gesamten Berufsbildung einschließlich des Schul- und Hochschulwesens;
- 6. Verbesserung und einheitliche Gestaltung eines demokratischen Arbeits- und Sozialrechtes;
- 7. Sicherung der rechtlichen Voraussetzungen für die gewerkschaftliche Handlungsfreiheit, insbesondere durch Verbot der Aussperrung;
- 8. Verbesserung der Gesundheitsvorsorge und der Maßnahmen zum Arbeits- und Gesundheitsschutz der Arbeitnehmer und Arbeitnehmerinnen;
- 9. Vertretung und Förderung der gleichberechtigten Teilhabe behinderter und von Behinderung bedrohter Menschen am Leben in der Gesellschaft, insbesondere am Arbeitsleben;

## Vorsitzende der IG Metall

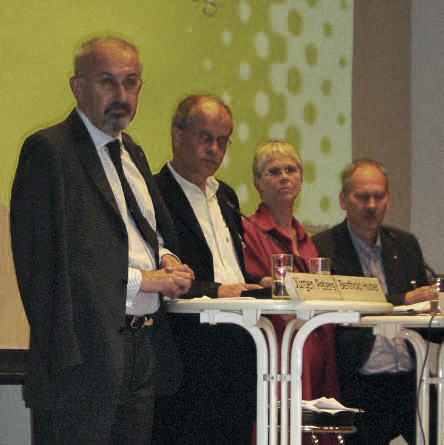
Jürgen Peters neben Huber, Rölke und Röder

- Von 1948 bis 1956 zwei gleichberechtigte Vorsitzende
- 1948–1952: Walter Freitag, zunächst Vorsitzender in der britischen Zone, dann in der Bizone und ab 1949 in der gesamten Bundesrepublik
- 1948–1956: Hans Brümmer
- 1952–1956: Otto Brenner zusammen mit Hans Brümmer
- Im Jahre 1956 Änderung der Satzung; neue Titel: 1. Vorsitzender, 2. Vorsitzender
- 1956–1972: Otto Brenner
- 1972–1983: Eugen Loderer
- 1983–1986: Hans Mayr
- 1986–1993: Franz Steinkühler
- 1993–2003: Klaus Zwickel
- 2003–2007: Jürgen Peters
- 2007–2013: Berthold Huber
- 2013–2015: Detlef Wetzel
- 2015–2023: Jörg Hofmann
- seit 2023: Christiane Benner

Alle bisherigen Vorsitzenden der IG Metall waren bzw. sind Mitglieder in der SPD. Eine gewisse Tradition hat es, dass der zweite Vorsitzende dem ersten nachfolgt. Lediglich Alois Wöhrle 1969 und Karl-Heinz Janzen 1992 gingen in den Ruhestand, ohne zum ersten Vorsitzenden aufzurücken, während Walter Riester 1998 Bundesarbeitsminister wurde und deswegen ausschied.

## Bekannte Mitglieder der IG Metall
- Willi Bleicher – Bezirksleiter des Bezirks Stuttgart (1959–1972)
- Norbert Blüm – CDU, ehemaliger Bundesarbeitsminister im Kabinett Helmut Kohl
- Max Diamant - SAPD, später SPD, Journalist und Widerstandskämpfer gegen den Nationalsozialismus, bis 1973 Leiter der Abteilung „Ausländische Arbeitnehmer“ beim Vorstand der IG Metall
- Klaus Franz – parteilos, zeitweiliger Gesamtbetriebsratsvorsitzender und stellvertretender Aufsichtsratsvorsitzender bei der Opel AG
- Regina Görner – CDU, frühere Saar-Sozialministerin, von September 2005 bis Oktober 2011 geschäftsführendes Vorstandsmitglied der IG Metall
- Peter Hartz – SPD, ehemaliger Personalvorstand der Volkswagen AG in Wolfsburg und Vorsitzender der Hartz-Kommission
- Hubertus Heil – SPD, Bundesminister für Arbeit und Soziales
- Willi Hoss – langjähriges Mitglied des Betriebsrats bei Daimler-Benz (als Vertreter einer oppositionellen Liste zeitweilig ausgeschlossen) und Mitbegründer der Partei Die Grünen
- Uwe Hück – ehemaliger Betriebsratsvorsitzender und ehemaliger stellvertretender Aufsichtsratsvorsitzender der Porsche AG
- Yilmaz Karahasan - erster Migrant im Vorstand der IG Metall
- Cansel Kiziltepe - Senatorin für Arbeit, Soziales, Gleichstellung, Integration, Vielfalt und Antidiskriminierung des Landes Berlin und AfA-Bundesvorsitzende[18]
- Karl-Josef Laumann – CDU, Bundespatientenbeauftragter und Staatssekretär im Bundesgesundheitsministerium, Minister für Arbeit, Gesundheit und Soziales des Landes Nordrhein-Westfalen (2005 bis 2010 und seit 2017)
- Heiko Maas – SPD, Bundesminister des Auswärtigen im Kabinett Merkel IV
- Hans Matthöfer – SPD, ehemaliger Bundesminister für Forschung und Technologie (1974–1978), für Finanzen (1978–1982), für das Post- und Fernmeldewesen (1982) im Kabinett Helmut Schmidt
- Jakob Moneta – ehemaliger Chefredakteur der Zeitung METALL
- Andrea Nahles – SPD, ehemalige Bundesarbeitsministerin sowie ehemalige Parteivorsitzende und ehemalige Sprecherin des Forum DL-21
- Bernd Osterloh – ehemaliger Vorsitzender des Gesamt- und Konzernbetriebsrats sowie Mitglied des Präsidiums des Aufsichtsrates der Volkswagen AG
- Wilhelm Petersen – 1948 Co-Vorsitzender der IG Metall in der Bizone
- Walter Riester – SPD, ehemaliger Bundesarbeitsminister im Kabinett Gerhard Schröder
- Harald Schartau – SPD, ehemaliger Arbeitsminister in Nordrhein-Westfalen und Landesvorsitzender der NRW-SPD
- Guntram Schneider – SPD, ehemaliger Minister für Arbeit, Integration und Soziales in Nordrhein-Westfalen
- Dieter Schulte – SPD, ehemaliger DGB-Bundesvorsitzender
- Werner Thönnessen – ehemaliger Pressesprecher der IG Metall und Berater von Otto Brenner
- Friedrich „Fritz“ (Johann) Zängerle – Gewerkschafter und erster Betriebsratsvorsitzender der Adam Opel AG in Rüsselsheim am Main

## Aufsichtsratsmandate und Tantiementransparenz
Die IG Metall stellt zahlreiche Vertreter in den Aufsichtsräten der deutschen Aktiengesellschaften. Diese Vertreter sind verpflichtet, einen Teil ihrer Aufsichtsratstantiemen an die DGB-Einrichtung, die Hans-Böckler-Stiftung, abzuführen. Die IG Metall veröffentlicht regelmäßig die Namen der IG-Metall-Aufsichtsratsmitglieder, die dieser Verpflichtung nicht nachkommen.

## Publikationen
- metallzeitung

## Kontroverse
Die IG Metall wirkte erfolgreich auf Wirtschaftsminister Peter Altmaier ein, das Erneuerbare-Energien-Gesetz (EEG) zugunsten von Unternehmen umzugestalten, die die Zahlung der EEG-Umlage umgingen.